# ノヴゴロド虐殺

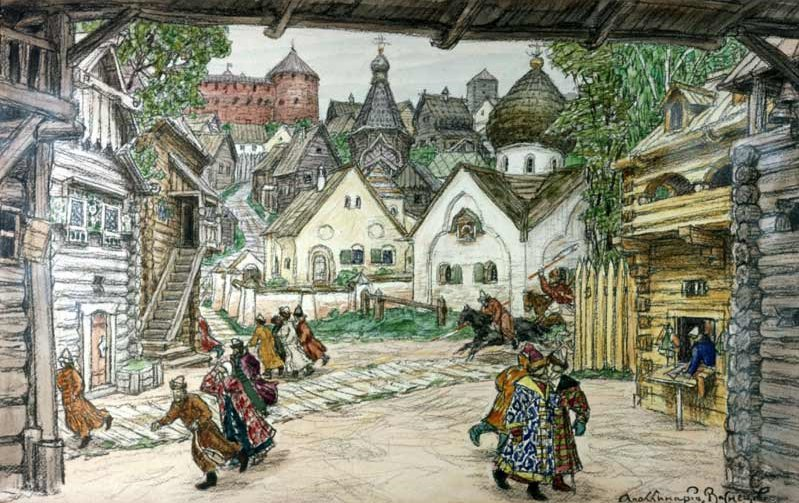
アポリナリー・ヴァスネツォフによる1911年の絵画『街の通り』、オプリーチニキの到着で逃げる人々(ピョートル・チャイコフスキーのオペラ『オプリーチニク』の元となった)。

ノヴゴロド虐殺（ノヴゴロドぎゃくさつ、露: Новгородский погром）は、1570年にロシアのノヴゴロド市でツァーリ、イヴァン4世の親衛隊（オプリーチニキ）によって行われた襲撃。犠牲者の数が非常に多く、極端に暴力的な手段で殺害が行われた。

## 原因と動機

### パラノイア、権力、オプリーチニナ
1560年代後半のイヴァン4世は、陰謀と暴力を多用した。イヴァンの精神状態は元々不安定で、リヴォニア戦争によって悪化していた。イヴァンの議会（ボヤール）に対する強い不信感、パラノイア、独占欲が相まって、彼は1565年に直轄領（オプリーチニナ）を創設した。ここではイヴァンは議会の助言なしに不従順な者を処刑したり財産を没収する権限を有していた。彼は、親衛隊を使い、彼が脅威とみなした全ての人を粛正しようとした。

### イズボルスクの反乱
イズボルスクの反乱のような事態を避けるために、虐殺の1年前である1569年、ツァーリとなったイヴァンは、ノヴゴロドと近隣の町プスコフから数千人を追放した。彼はまた、彼が脅威と思った人々を処刑し始めた。 例えば1568年、モスクワの150人以上のボヤール議員と貴族（場合によってはその家族も共に）は、現実または想像上の陰謀を容疑に殺害された。これらは直轄領設置に抗議した者だけではなかった。
イズボルスクの損害をめぐる不可解な状況（イヴァンが町を復興させたにもかかわらず）は、モスクワの貴族の不安を高まらせ、イヴァンは反乱が拡大していると確信した。彼は従弟のウラジーミル・アンドレエヴィチとノヴゴロド市を最大の脅威とみなし、強硬な手段に出ることを検討した。

### 噂と疑惑
イヴァンは、ウラジーミル・アンドレエヴィチとその家族のほとんどを処刑した直後に、ノヴゴロドにおける反乱と反逆の脅威を主張して攻撃を開始した。おそらく、多くのウラジーミル支持者がノヴゴロドにいたことが関係している。
ノブゴロド正教会の指導者たちはポーランドやリトアニアのキリスト教指導者と親交があったが、イヴァンはこれが裏切り行為であると断罪した。粛清は指導者だけではなく一般市民にも及んだ。町から外に延びる街道は全て封鎖され、逃げる者は捕らえられた。

## 影響

### 犠牲者
イヴァンの恐るべき「復讐」でノヴゴロドは荒廃した。虐殺の正確な死者数は不明である。『ノヴゴロド史第3巻』によると、虐殺は5週間続いた。『プスコフ史第1巻』は、犠牲者の数を6万人としている。しかし、これらの数値は公平な情報源からではなく、議論の余地がある。同時代の西洋の情報源は2,700～27,000人が殺害されたとしている。現代の研究者は犠牲者の数を2,500人から12,000人と推定している。修道院の名簿に関連する情報源では、虐殺の被害者はわずか1,505人だったが、これはおそらく上流階級の市民だけの数値である。この名簿に基づき、ルスラン・スクルィンニコフは犠牲者の数は2,000～3,000人であると推定している。

### ノヴゴロドの衰退
攻撃の一環として、イヴァンはノヴゴロドの領地を搾取し荒廃させた。生産能力の大部分が失われ、都市の経済が本質的に行き詰まった。これは数年前の不作と結びつき、食糧不足を引き起こした。
イヴァンによる虐殺だけが要因ではないが、虐殺はかつて繁栄したノヴゴロドの「錆びれた地方都市」への没落に大きく影響した。イヴァンの襲撃は市民を恐怖に陥れ、多くは町を去っていった。残った者もオプリーチニキの出征に伴う高い税金の支払いと食糧不足（および貧しい生活条件に付随する疫病）によって困窮した。
かつてイヴァン3世がロシアで権力を獲得するためにモスクワと共に戦った都市であるノヴゴロドは政治的地位を失った。繁栄を謳歌したノヴゴロド公国は紛れもなく過去のものとなった。